# Флора

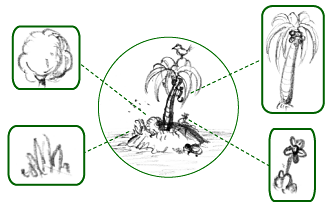
Спрощена схема флори — острівець з рослинами різних класів

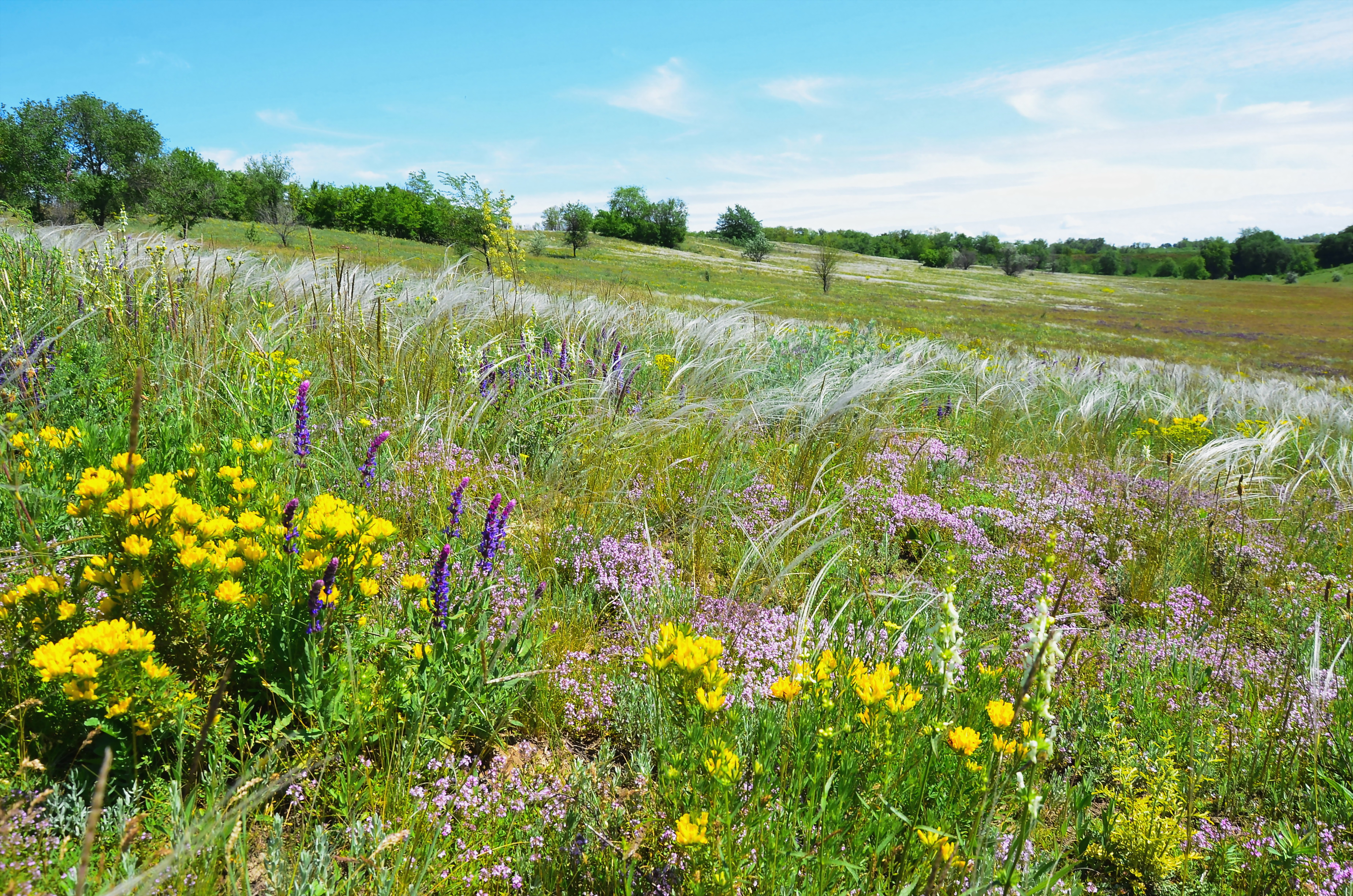
Степна флора України

Флора (лат. flora) — історично сформована сукупність видів рослин, поширених на певній території (флора Європи), або на території з певними умовами («флора боліт») нині[коли?] або в минулі геологічні епохи.
Флора будь-якої території є частиною єдиної флори Землі. Кількість видів, що складають флору, становить її багатство.
Розділ ботаніки, що займається вивченням флори, називається флористикою.

## Назва

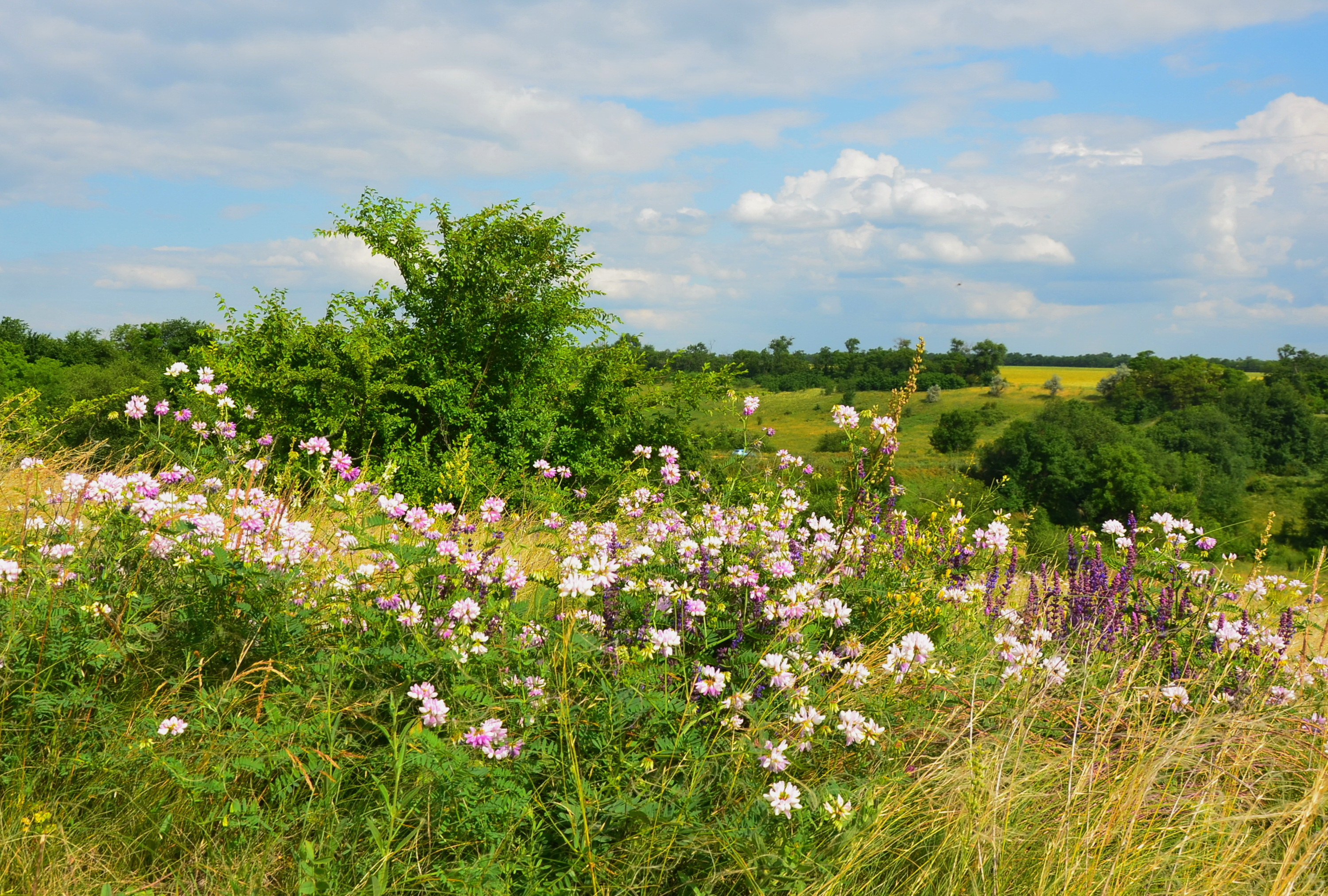
Лучна флора України

Термін «флора» походить від імені Флори — давньоримської богині рослин і квітів, що відповідала давньогрецькій Хлориді. Воно утворене від flos (род. відм. floris) — «квітка».

## Тлумачення
На практиці під виразом «флора території» нерідко розуміють не всі рослини на даній території, а тільки судинні рослини (Tracheophyta). Рослини інших груп, як правило, розглядають окремо, з врахуванням особливостей методики збору та визначення.
Кімнатні рослини, рослини в оранжереях та інших спорудах зі штучним кліматом не входять до складу флори.
До складу флори також не включають культурні рослини. Проте якщо занесений людиною (свідомо чи несвідомо) вид здичавів або проник у природні угруповання, його розглядають як складову частину флори.

### додаткові тлумачення
Традиційно термін «флора» («мікрофлора») використовується і для опису сукупності мікроорганізмів, характерних для певного органу людини чи тварини (наприклад, «мікрофлора шкіри людини», «мікрофлора кишки людини»).

## Ознаки
Важливими ознаками будь-якої флори є:
- систематичний склад: види, що складають флору певної території, відрізняються за походженням, віком, участю в рослинному покриві.
- екологічна природа таксонів, що входять до її складу: різним флорам властиві різні співвідношення між дерев'янистими і трав'янистими рослинами, між однорічниками і багаторічниками і т. ін. Екологічна природа флори яскраво проявляється і в співвідношеннях життєвих форм. Кожній флорі властиві певні кількісні співвідношення видів, що належать до різних систематичних груп.
- ендемізм: наявність ендеміків у складі флори свідчить про її самобутність; при цьому чим вищий таксономічний ранг ендеміка і більша його систематична ізольованість, тим самобутнішою є флора. (Ендеміки — види, які зростають на обмежених територіях Земної кулі і в інших місцях не зустрічаються.)
- історизм: шляхи історичного становлення флори визначають на підставі встановлення елементів флори, в які об'єднуються види (роди, родини), близькі за поширенням і походженням.
- зв'язок з іншими флорами: флора будь-якої території пов'язана з флорами інших територій земної кулі і, разом з тим, є частиною єдиної флори Землі. Зв'язки окремих флор дуже різноманітні. Процес становлення флори певної території називається флорогенезом.

## Елементи
Види, що входять до складу флори і мають подібні ареали, розглядають як географічний елемент флори.
Види, що мають спільне походження (в географічному розумінні), розглядають як генетичний елемент флори. У межах генетичного елементу флори розрізняють 2 основні генетичні групи елементів: автохтонні та алохтонні.
Автохтони (грец. autochtin — туземний, корінний житель) — це види, які виникли на території, що її займає дана флора, і існують тут від часу становлення цієї флори.
Алохтони (грец. allos — чужий, інший і chton — земля) — види, які, виникнувши за межами даної флори, проникли на її територію внаслідок розселення.
Співвідношення між автохтонними і алохтонними таксонами в різних флорах різне. Аналізуючи алохтонні елементи флори, з'ясовують не лише їхні ареали, а й питання про те, звідки і яким чином вони проникли на територію, флора якої вивчається.